# Doris Frick

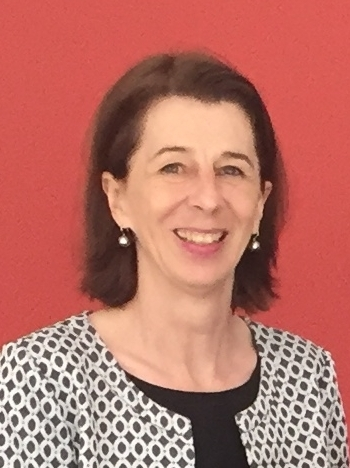
Doris Frick (2020)

Doris Frick (* 28. November 1963 in Schaan) ist eine liechtensteinische Diplomatin. Die Volkswirtin ist seit 2013 Botschafterin des Fürstentums Liechtenstein in der Schweiz.

## Laufbahn
Nach Doktorat und Assistenzzeit an der Hochschule St. Gallen trat Frick 1993 in den diplomatischen Dienst ihres Heimatlandes ein. Als Diplomatische Mitarbeiterin war sie beim Amt für Auswärtige Angelegenheiten in Vaduz tätig. Im Jahr 1995 wurde sie stellvertretende Ständige Vertreterin bei der liechtensteinischen Mission bei den Vereinten Nationen, der Welthandelsorganisation (WTO) und der EFTA in Genf – mit Sitz in Vaduz. In gleicher Funktion wechselte Frick 1997 nach Bern, wo sie auch die Stellvertretung des Botschafters wahrnahm.
Als Nachfolgerin von Hubert Büchel wurde Doris Frick am 26. März 2013 zur ausserordentlichen und bevollmächtigten Botschafterin des Fürstentums Liechtenstein akkreditiert. Ihre Stellvertreterin ist derzeit die Ministerin Christine Lingg (Stand: Juli 2019).

„Ich war genau rechtzeitig mit dem richtigen Dissertationsthema fertig, und es war gerade
eine Diplomatenstelle ausgeschrieben. So konnte ich einsteigen.“

## Privatleben
Doris Frick ist verheiratet und Mutter von zwei Kindern.

## Schriften
- Die Liberalisierung des Kapitalverkehrs und der Finanzdienstleistungen in der EG und im EWR. (Dissertation) HSG, St. Gallen 1993.